# Болтон (Міссісіпі)
Болтон (англ. Bolton) — місто (англ. town) в США, в окрузі Гіндс штату Міссісіпі. Населення — 441 особа (2020).

## Географія
Болтон розташований за координатами 32°21′17″ пн. ш. 90°27′31″ зх. д. / 32.35472° пн. ш. 90.45861° зх. д. (32.354611, -90.458584).  За даними Бюро перепису населення США в 2010 році місто мало площу 3,93 км², уся площа — суходіл.

## Демографія
Згідно з переписом 2010 року, у місті мешкало 567 осіб у 220 домогосподарствах у складі 144 родин. Густота населення становила 144 особи/км².  Було 238 помешкань (60/км²).
Расовий склад населення:
| - 73,4 % — чорних або афроамериканців - 26,3 % — білих |

До двох чи більше рас належало 0,4 %. Частка іспаномовних становила 0,2 % від усіх жителів.
За віковим діапазоном населення розподілялося таким чином: 25,6 % — особи молодші 18 років, 61,5 % — особи у віці 18—64 років, 12,9 % — особи у віці 65 років та старші. Медіана віку мешканця становила 38,6 року. На 100 осіб жіночої статі у місті припадало 90,3 чоловіків;  на 100 жінок у віці від 18 років та старших — 90,1 чоловіків також старших 18 років.
Середній дохід на одне домашнє господарство  становив 45 485 доларів США (медіана — 30 486), а середній дохід на одну сім'ю — 61 843 долари (медіана — 43 750). За межею бідності перебувало 15,4 % осіб, у тому числі 15,7 % дітей у віці до 18 років та 7,1 % осіб у віці 65 років та старших.
Цивільне працевлаштоване населення становило 187 осіб. Основні галузі зайнятості: освіта, охорона здоров'я та соціальна допомога — 33,2 %, виробництво — 13,9 %, мистецтво, розваги та відпочинок — 10,7 %, транспорт — 10,2 %.